# Teresa Kowalska
Teresa Kowalska (ur. 19 lipca 1946 w Gliwicach, zm. w 11 lutego 2023 w Katowicach) – profesor chemii Uniwersytetu Śląskiego w Katowicach, specjalizująca się w technikach chromatograficznych.

## Życiorys
Córka Władysława i Zuzanny. Pochodziła z rodziny przesiedleńców ze Lwowa. W latach 1963–1968 studiowała chemię w Wyższej Szkole Pedagogicznej w Katowicach. Od 1968 po zmianie nazwy instytucji nauki pracowała w Instytucie Chemii Uniwersytetu Śląskiego w Katowicach.
W 1972 roku uzyskała stopień doktora nauk chemicznych. W latach 1974–1975 przebywała na stypendium British Council dla doktorantów na Wydziale Chemicznym Uniwersytetu Salford, Lancashire, Anglia, gdzie pracowała pod kierunkiem prof. Hansa Suschitzky’ego, dyrektora sekcji chemii organicznej.
W latach 1981–1984 była wicedyrektorem Instytutu Chemii Uniwersytetu Śląskiego w Katowicach do spraw technicznych. Habilitację uzyskała w 1988 roku, w zakresie chemii fizycznej, na Wydziale Matematyki, Fizyki i Chemii Uniwersytetu Marii Curie-Skłodowskiej w Lublinie.
Pracowała m.in. na stanowiskach docenta (1990–1991), profesora nadzwyczajnego (1991-2000), później prof. zwyczajnego na Instytucie Chemii swej Almae Matris. W 1999 uzyskała tytuł profesora.
W latach 2004–2006 była kierownikiem Zakładu Fizykochemicznych Podstaw Chromatografii, a od roku 2006 kierownikiem Zakładu Chemii Ogólnej i Chromatografii w Instytucie Chemii swojej uczelni.

## Dorobek naukowy
Jest autorką i współautorką ponad 300 artykułów naukowych, cytowanych ponad 2700 razy, a jej indeks Hirscha wynosi 25. 
Pełniła funkcję redaktora naczelnego czasopisma Acta Chromatographica , wydawanego przez Instytut Chemii Uniwersytetu Śląskiego w Katowicach oraz Akademiai Kiado. Była członkinią kolegiów redakcyjnych czasopism chemicznych: Journal of Planar Chromatography – Modern TLC (wydawanego przez Springer Hungarica, Budapeszt, Węgry), Bulgarian Chemical Communications (wydawanego przez Bułgarską Akademię Nauk, Sofia, Bułgaria), Acta Universitatis Cibinensis, Series F – Chemistry (wydawanego przez Uniwersytet „Lucian Blaga” w Sybinie, Rumunia), oraz Advances in Chromatography, Electrophoresis and Related Separation Methods (ACE) (wydawanego przez Chromatograficzną Grupę Dyskusyjną Węgierskiego Towarzystwa Chemicznego, Budapeszt, Węgry).
Należała do dwóch komitetów naukowych Polskiej Akademii Nauk, była przewodniczącą sesji naukowych na licznych sympozjach krajowych i zagranicznych. 
Od 2002 do 2019 przewodniczyła dorocznemu ogólnopolskiemu sympozjum naukowemu z zakresu chromatografii, tradycyjnie organizowanego przez Instytut Chemii Uniwersytetu Śląskiego w Katowicach w Szczyrku. Współpracowała naukowo z pracownikami Uniwersytetu w Belgradzie, gdzie wygłaszała również wykłady na zaproszenie. Od dzieciństwa, dzięki wizytom w Belgradzie u wujka, ówczesnego pracownika polskiej ambasady Jugosławii, znała język serbski i regularnie czytała literaturę w tym języku.

### Twórczość zawodowa (wybór)
- Rola wiązania wodorowego w etapach inicjowania i rozwijania łańcucha reakcji autooksydacji układu alkohol oleinowy-alkohol alifatyczny (Katowice 1979; Prace Naukowe Uniwersytetu Śląskiego w Katowicach; nr 315)
- Theory and mechanism of thin-layer chromatography, [w:] Handbook of Thin-Layer Chromatography (pod red. J. Shermy i B. Frieda, Marcel Dekker, Inc., New York, 1991)
- Theory and mechanism of thin-layer chromatography, [w:] Handbook of Thin-Layer Chromatography, 2nd Edition, Revised and Expanded (pod red. J. Shermy i B. Frieda, Marcel Dekker, Inc., New York, 1996)
- A comparison of the models applied for optimization of the binary eluent composition in the RP-TLC systems by means of the interpretative methods, [w:] Dünnschicht-Chromatographie. In memoriam Prof. Dr. Hellmut Jork (wespół z W. Prusem; Pod red. R.E. Kaisera, W. Günthera, H. Gunza and G. Wulffa, InCom Sonderband 1996, Düsseldorf, 1996)
- Sorbents in thin-layer chromatography, [w:] Planar Chromatography A Retrospective View for the Third Millennium (pod red. Sz. Nyiredy’ego, Springer, Budapest, 2001)
- Theory and mechanism of thin-layer chromatography, [w:] Encyclopedia of Chromatography (wespół z W. Prusem; red. J. Cazes, Marcel Dekker, Inc., New York, 2001; również w multimedialnym wydaniu encyklopedii)
- Optimization of thin-layer chromatography, [w:] Encyclopedia of Chromatography (wespół z W. Prusem; red. J. Cazes, Marcel Dekker, Inc., New York, 2001; również w multimedialnym wydaniu encyklopedii)
- Theory and mechanism of thin-layer chromatography, [w:] Handbook of Thin-Layer Chromatography, 3rd Edition, Revised and Expanded (wespół z K. Kaczmarskim, W. Prusem; pod red. J. Shermy i B.Frieda, Marcel Dekker, Inc., New York, 2003)
- Analyte-Analyte interactions, effect on TLC band formation, [w:] Encyclopedia of Chromatography, wespół z K. Kaczmarskim, M. Sajewiczem, W. Prusem; red. J. Cazes, Marcel Dekker, Inc., New York, 2004; ISBN 0-8247-0511-4 (Print); ISBN 0-8247-0753-2 (Web)
- Theory and mechanism of thin-layer chromatography, [w:] Encyclopedia of Chromatography, 2nd Edition Revised and Expanded (wespół z W. Prusem; red. J. Cazes, Marcel Dekker, Inc., New York, 2005)
- Analyte – analyte interactions, effect on TLC band formation, [w:] Encyclopedia of Chromatography, 2nd Edition Revised and Expanded (wespół z K. Kaczmarskim, M. Sajewiczem, W. Prusem; red. J. Cazes, Marcel Dekker, Inc., New York, 2005)
- Introduction (wespół z J. Schermą; rozdział 1, [w:] Preparative Layer Chromatography; red. T. Kowalska i J. Sherma, Chromatographic Science Series Volume 95, CRC Press, Francis and Taylor, Boca Raton, USA, 2006)
- Adsorption planar chromatography in the nonlinear range: selected drawbacks and selected guidelines (wespół z K. Kaczmarskim, W. Prusem, M. Sajewiczem; rozdział 2, [w:] Preparative Layer Chromatography; red. T. Kowalska and J. Sherma, Chromatographic Science Series Volume 95, CRC Press, Francis and Taylor, Boca Raton, USA, 2006)
- Thin-Layer Chromatography in Chiral Separations and Analysis (współredaktor; CRC Press/Francis & Taylor Group, USA; w przygotowaniu)
- Thin-Layer Chromatography in Phytochemistry Analysis (współredaktor; CRC Press/Francis & Taylor Group, USA; w przygotowaniu)

## Twórczość literacka
Tłumaczyła literaturę piękną z języka niemieckiego i angielskiego m.in. Christiana Morgensterna, Joachima Ringelnatza, Franka Wedekinda i Han Suyin.Autorka kilkunastu artykułów na temat poezji haiku i tematów pokrewnych.
- Księżycowy Gość albo Sołżenicyn Chin (Arkusz, nr 3 / 100, maj 2000)
- The multicultural magic of Salford (Universal, The University of Salford Alumni Magazine, Spring / Summer 2000)
- O twórczości literackiej Han Suyin (Przegląd Artystyczno-Literacki PAL, nr 10 / 104, 2000)
- Han Suyin, czyli głos Sołżenicyna Chin (Akant, nr 9 / 35, 2000)
- Han Suyin, „Sołżenicyn Chin”, w Polsce pisarka zupełnie nieznana (szkic biograficzny oraz krótki zarys twórczości) (Przegląd Orientalistyczny, nr 3-4, 2000)
- Han Suyin, czyli głos „Sołżenicyna Chin” (Radostowa, nr 7-8 / 37-38 2000)
- Tea, ivory and ebony: Tracing colonial threads in the inseparable life and literature of Han Suyin (Journal of The Hong Kong Branch of The Royal Asiatic Society, Vol. 40, 2000)
- Christian Morgenstern. Zapomniane wiersze maturzysty z Żor (Dodatek Kulturalny „Gazety Uniwersyteckiej UŚ”, nr 2; Uniwersytet Śląski, Katowice, styczeń 2001)
- Han Suyin, czyli głos Sołżenicyna Chin (Metafora, nr 44-46 / 50-52, 2000–2001)
- „Mieszana krew” i mandaryński etos (Przegląd Artystyczno-Literacki PAL, nr 1-2, 2001)
- O „Kalekim drzewie” i o sześciotomowym, autobiograficzno-historycznym cyklu epickim autorstwa Han Suyin (Akant, nr 4 / 43, 2001)
- Srebrny jubileusz katowickich sympozjów chromatograficznych (Gazeta Uniwersytecka UŚ, nr 9 / 88; Uniwersytet Śląski, Katowice, czerwiec 2001)
- Ars longa vita brevis Morgensterna (Przegląd Artystyczno-Literacki PAL, nr 5 / 111, 2001)
- Zen, haiku i Matsuo Bashō (Akant, nr 8 / 47, 2001)
- Haiku ze szkoły Matsuo Bashō (Akant, nr 9 / 48, 2001)
- Obraz „spoza branży” (Przegląd Artystyczno-Literacki PAL, nr 7-9 / 113-115, 2001)
- Buson, Drugi Filar Haiku (Akant, nr 2 / 54, 2002)
- Issa, piewca istnień najmniejszych (Akant, nr 4 / 56, 2002)
- Haiku. O arcydziełach poezji japońskiej; esej i przekłady prof. Teresy Kowalskiej (Dodatek Kulturalny „Gazety Uniwersyteckiej UŚ”, nr 4, maj 2002)
- Han Suyin: Global woman albo paradoks pisarki bez czytelników; „Mieszana krew” i mandaryński etos; Lozańska rozmowa z Han Suyin. Tygrysy i motyle (dodatek Kulturalny Gazety Uniwersyteckiej UŚ, nr 5; Uniwersytet Śląski, lipiec – wrzesień 2002)
- „Żniwo feniksa”, czyli rzecz o chińskiej Rewolucji Kulturalnej (Akant, nr 13 / 65, 2002)
- Christian Morgenstern, poeta nieustannej podróży (Nowa Okolica Poetów, nr 12/13, 2003)
- Joachim Ringelnatz (1883-1934) (Nowa Okolica Poetów, nr 12/13 2003)

### Przekłady (wybór)
- Han Suyin, Kalekie drzewo (Hong Kong Branch of the Royal Asiatic Society, Hong Kong, China oraz Instytut Wydawniczy „Świadectwo”, Bydgoszcz; miejsce wydania: Hong Kong, Chiny 2002; ISBN 83-88632-06-X)
- Christian Morgenstern, Unter Zeiten / Jak to między czasami (Biblioteka Fundacji „Pallas Silesia” przy Uniwersytecie Śląskim, Katowice 2002; ISBN 83-911767-4-6)
- Joachim Ringelnatz, Sehnsucht nach Berlin / Tęsknota za Berlinem (Biblioteka Fundacji „Pallas Silesia” przy Uniwersytecie Śląskim, Katowice 2003; ISBN 83-914893-8-8)
- Han Suyin, Żniwo feniksa (Hong Kong Branch of the Royal Asiatic Society, Hong Kong, China oraz Instytut Wydawniczy „Świadectwo”, Bydgoszcz; Miejsce wydania: Hong Kong, Chiny 2003; ISBN 83-88632-54-X)
- Frank Wedekind Trost / Pocieszenie (Biblioteka Fundacji „Pallas Silesia” przy Uniwersytecie Śląskim, Katowice 2004; ISBN 83-920823-1-1)

## Inne

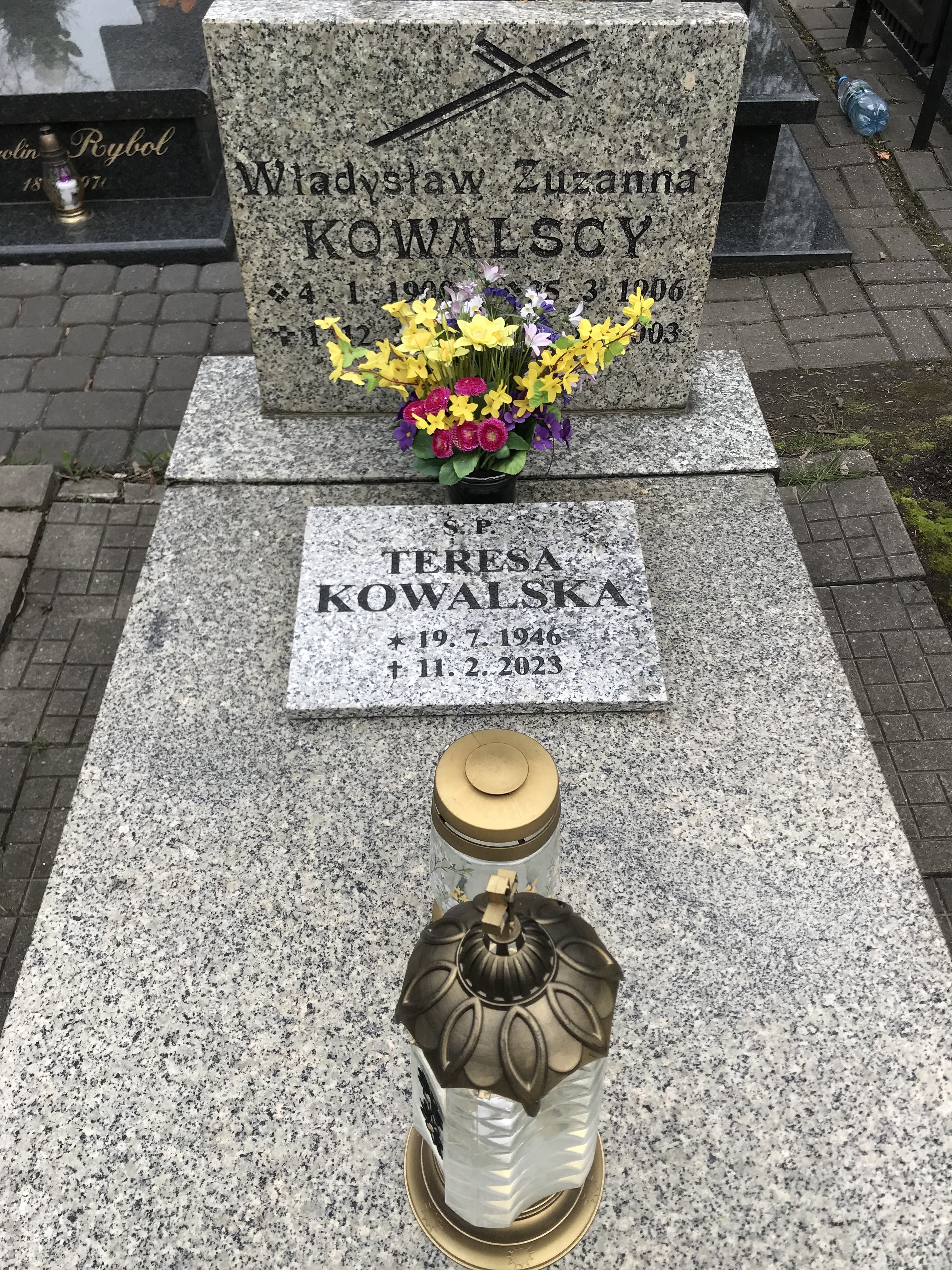
Grób prof. Teresy Kowalskiej na cmentarzu przy ul. Dąbrowskiego w Chorzowie

Mieszkała w Chorzowie, msza pogrzebowa odbyła się w Kościele Ducha Świętego w Chorzowie. 
Miała status pokrzywdzonej przez organy bezpieczeństwa państwa totalitarnego